# Culture de Pengtoushan
La culture de Pengtoushan (chinois traditionnel : 彭頭山文化 ; chinois simplifié : 彭头山文化 ), datée de 7 150 à 4 850 avant l'ère commune (AEC), est une culture de transition vers le Néolithique, qui s'est développée dans le Sud de la Chine. Elle a été mise au jour sur deux sites principaux, Pengtoushan et Bashidang, sur le cours moyen du Yangzi Jiang, dans le Nord du Hunan. Cueillette et chasse étaient complétées par quelques animaux domestiqués et par la culture d'un riz spécifique, sans rapport avec les riz modernes. De nombreux autres sites assimilés à cette culture ont été identifiés depuis 1984-1988, dates des premières découvertes. Ces cultures précèdent la culture du bas Zaoshi (v. 5 800 - 5 500 AEC), appelée aussi simplement culture de Zaoshi, du Néolithique moyen, qui a été elle-même suivie par la culture de Daxi (v. 5 000 - 3 300)  et de Qujialing (v. 3 400 - 2 500) - Shijiahe (v. 2 200 - 2 000), du néolithique final.

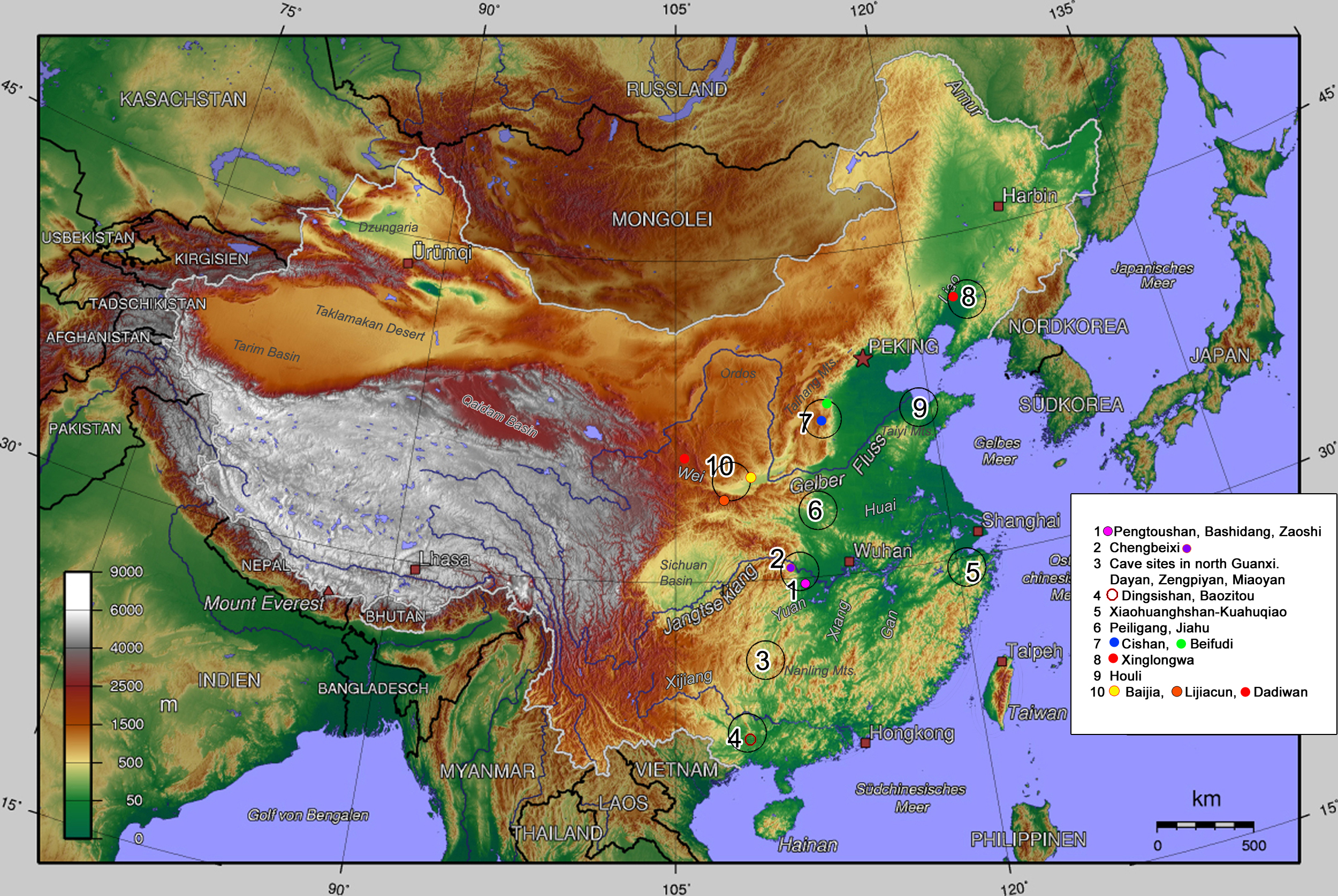
Néolithisation et premières cultures néolithiques en Chine

## Historique
Une campagne de prospection en 1984 a révélé l'existence de la culture de Pengtoushan. La fouille de 1988 a été déterminante pour nommer cette nouvelle culture du nom du site principal : « Pengtoushan ».

## Localisation
Situés au Nord-Ouest du lac Dongting, sur les berges nord de la rivière Li (Lishui), les sites de Pengtoushan et de Bashidang sont voisins. Pengtoushan est à 8 m. au-dessus de la plaine alluviale sur une petite colline, tandis que le site de Bashidang est entre les bras de la rivière sur les faces nord et ouest et protégé par des murs de terre (6 m. à la base) et par un fossé (le plus profond de 1,7 m) sur les côtés est et sud. Les murs n'étant pas damés mais simplement le résultat de l'entassement de la terre extraite des fossés. Leurs formes ont été remaniées au cours des temps.
Plus d'une vingtaine de sites ont été identifiés et on a effectué une fouille de quelques-uns d'entre eux : Bashidang (situé avec Pengtoushan dans le xian de Li, au Hunan), Huangjiayuan (région de la ville de Miluo), Chengbeixi et Zhichengbei (région de la ville de Zhicheng, non loin de là, sur les berges du Yangzi). Mais les informations essentielles proviennent de Pengtoushan et Bashidang.

## Chronologie
La culture de Pengtoushan a été précédée dans cette région par une culture du Paléolithique final.
Le site de Pengtoushan correspond à la première phase de la période ancienne de cette culture. Cette première phase se trouve sur une zone limitée, en majorité dans la plaine de Liyang au nord-ouest du Hunan, qui compte de nombreuses rivières et des lacs. Tandis que le site de Bashidang couvre la seconde et dernière phase de la période ancienne ainsi que la période récente; ce site s'inscrit dans une extension de la culture de Pengtoushan sur trois zones : vers l'Est (les berges sud-est du lac Dongting), l'Ouest (le nord-ouest du lac avec les sites de Pengtoushan et Bashidang), et le Nord (le long du Yangzi, au Hubei, et avec le site de Chengbeixi). La période ancienne correspond approximativement à 7 150 - 5 150, la période récente à 5 150 - 4 850 AEC.

## Mode de subsistance
L'acidité du milieu de Pengtoushan n'a permis la conservation que de quelques éléments organiques. Cependant des grains de riz carbonisés dans la céramique en tant que dégraissant de la terre ont été préservés comme sur le site de Bashidang. Sur ce dernier site, à côté de ces restes conservés dans la céramique, ce sont des milliers de grains de riz qui ont été découverts sur la rive en pente d'un ancien lit du Yangzi, en 1996-1997. Les grains trouvés dans ce lieu précis ont souvent conservé leurs deux glumelles, coriaces et adhérentes, l'ensemble formant du riz complet. Mais la comparaison avec divers riz modernes semble prouver que l'on a affaire ici à un riz propre à cette région et à cette époque. En tout cas une telle abondance de riz cultivé indique que la domestication du riz était en cours. 
L'étude des restes consommés à Pengtoushan montre que les produits de la chasse sont plutôt limités comparativement aux produits de la pêche et à l'élevage d'animaux domestiqués. Bashidang n'a donné que quelques espèces chassées, essentiellement le cerf élaphe (cerf) et le cerf aboyeur (muntjac), et en petit nombre seulement. La pêche devait être abondante parmi ces cours d'eau et ces lacs. En complément le porc, le poulet et le buffle d'eau étaient domestiqués. Les os du buffle d'eau servant à de nombreux usages, mais probablement aussi les nerfs et la peau qui ne se sont pas conservés.
La collecte de plantes sauvages reste une activité importante : c'est l'autre conclusion de cette étude. Ce sont essentiellement des plantes aquatiques : la châtaigne d'eau , les racines de lotus et le nénuphar épineux. Bien que le riz ait été significatif ici, et une plante cultivée, on ne peut guère être sûr qu'il ait été la plante la plus consommée.

## Habitat
Le site de Pengtoushan couvre 3 ha, celui de Bashidang 3,7 ha. À Pengtoushan une fouille de 400 m2 a permis de dégager six habitations, certaines au niveau du sol et d'autres semi-enterrées. Le site de Bashidang, à seulement 32 m d'altitude, est un site de la plaine de Liyang. C'était à l'époque un lieu légèrement surélevé dans le paysage, au-dessus de ce bras de rivière et le fossé qui était en connexion avec la rivière aurait pu servir de canal de drainage, parfois à sec. Les restes de l'enclos ont une épaisseur de 4 m. et ne montent qu'à 50 cm. Ce mur aurait pu servir de protection en cas d'inondation lors des moussons. Un chemin surélevé traversait le village, partiellement pavé pour lutter contre l'érosion.
Trois types d'habitations ont été construits : des palafittes (ganlanshi) sur pilotis, des maisons construites au niveau du sol (dimian), et des maisons semi-enterrées (bandixue). Les maisons sur pilotis étant les plus nombreuses. L'habitation de type dimian la plus grande mesure 20 m2. , avec une fondation creusée sur une dizaine de centimètres. Elles semblent avoir été plus ou moins rectangulaires. Les rares habitations semi-enterrées pourraient n'avoir été construites que pendant des périodes plus sèches et leurs formes sont plutôt rondes, ovales ou même en étoile, un cas unique, avec quatre entrées.

## Sépultures
On ne trouve pas de cimetière dans un lieu spécifique. Quelques tombes se sont trouvées être disposées en dehors de l'enclos-fossé, mais la plupart se trouvent près des habitations. La nature du terrain n'a pas permis la préservation des restes humains. Les inhumations sont presque toutes secondaires, les ossements ayant été rassemblés dans des tombes de faible dimension, des fosses de section rondes ou carrées et entre 50 et 70 cm de longueur. Les offrandes funéraires sont rares : une tombe secondaire de Pengtoushan contient quatre poteries, leur état plus ou moins brisé provenant du déplacement hors du premier lieu d'inhumation. Ces premières inhumations sont rares et les squelettes conservés bien peu nombreux. La longueur de la tombe voisinant les 1 m à 1,50 m. Un site de Pengtoushan a livré une seule tombe contenant cinq billes de pierre. Une tombe de Bashidan a livré trois vaisselles de céramique, et fait unique, elle contenait aussi une agate, ronde et rose, d'environ 1 cm de diamètre. Était-ce la tombe d'une femme ? 
Aucune marque de différenciation sociale n'étant mentionnée, c'est apparemment une société sans hiérarchie différenciée. 

## Autres pratiques sociales
Une curieuse structure dans une construction semi-enterrée datant de la phase finale de la première période a été composée à proximité du fossé de Bashidang : sur une plate-forme de 45 cm de haut à laquelle on accède par quatre rampes inclinées. Au centre un trou de 38 cm de diamètre a été creusé afin de recevoir un poteau. Le maxillaire d'un buffle d'eau ayant été déposé au fond du trou qui a reçu le poteau. Puis le trou a été comblé de terre. S'agirait-il d'un « autel » ?  Enfin, sur le site de Bashidang, la découverte de cette très grande quantité de riz complet, bien sûr non consommé, dans cet ancien bras de la rivière pourrait indiquer une pratique rituelle, une offrande à la rivière divinisée, pour la protection de la communauté.

## Les objets

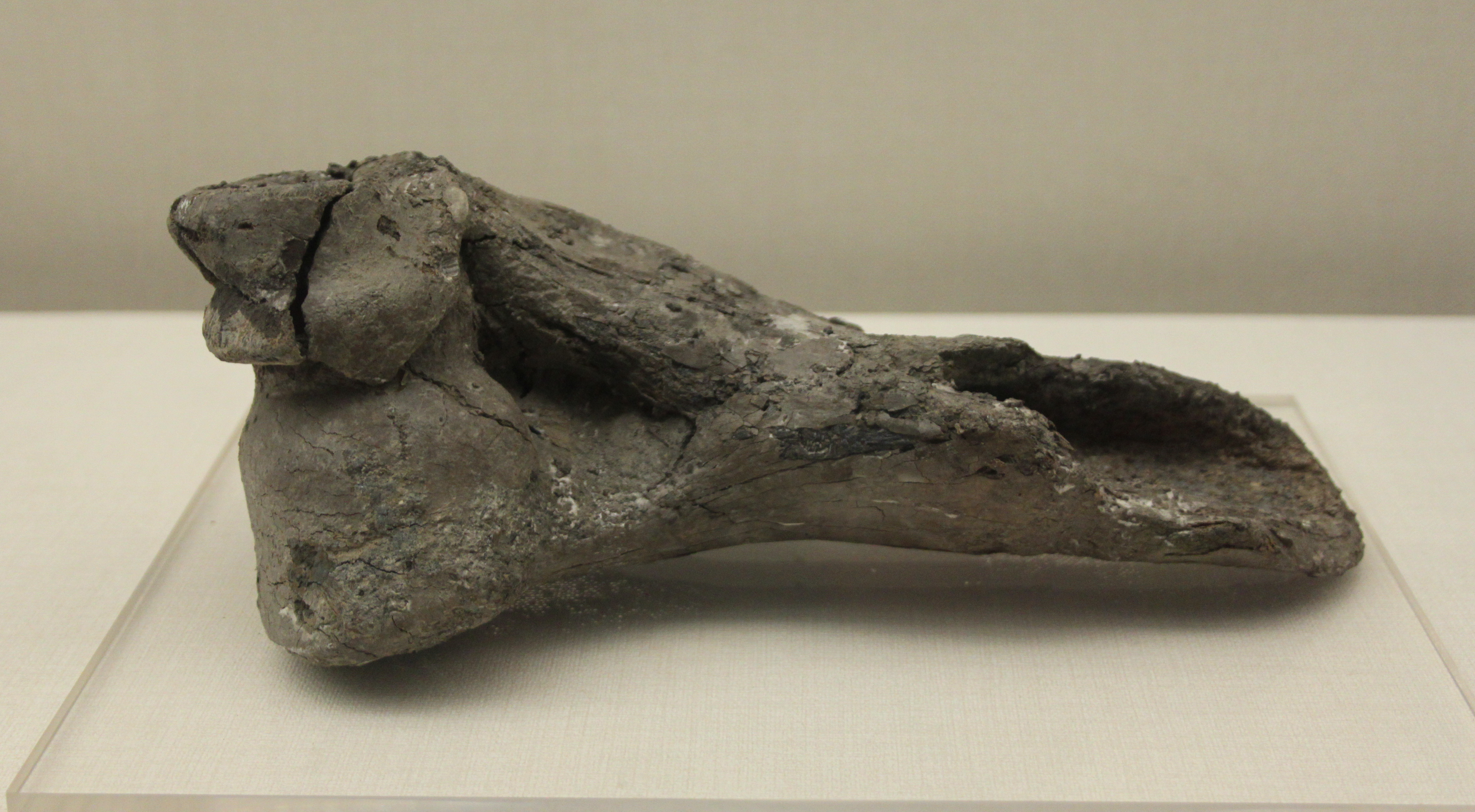
Bêche dans un humérus de gros animal, (L. 24 cm) Site de Bashidang[17]. Musée du Hunan.
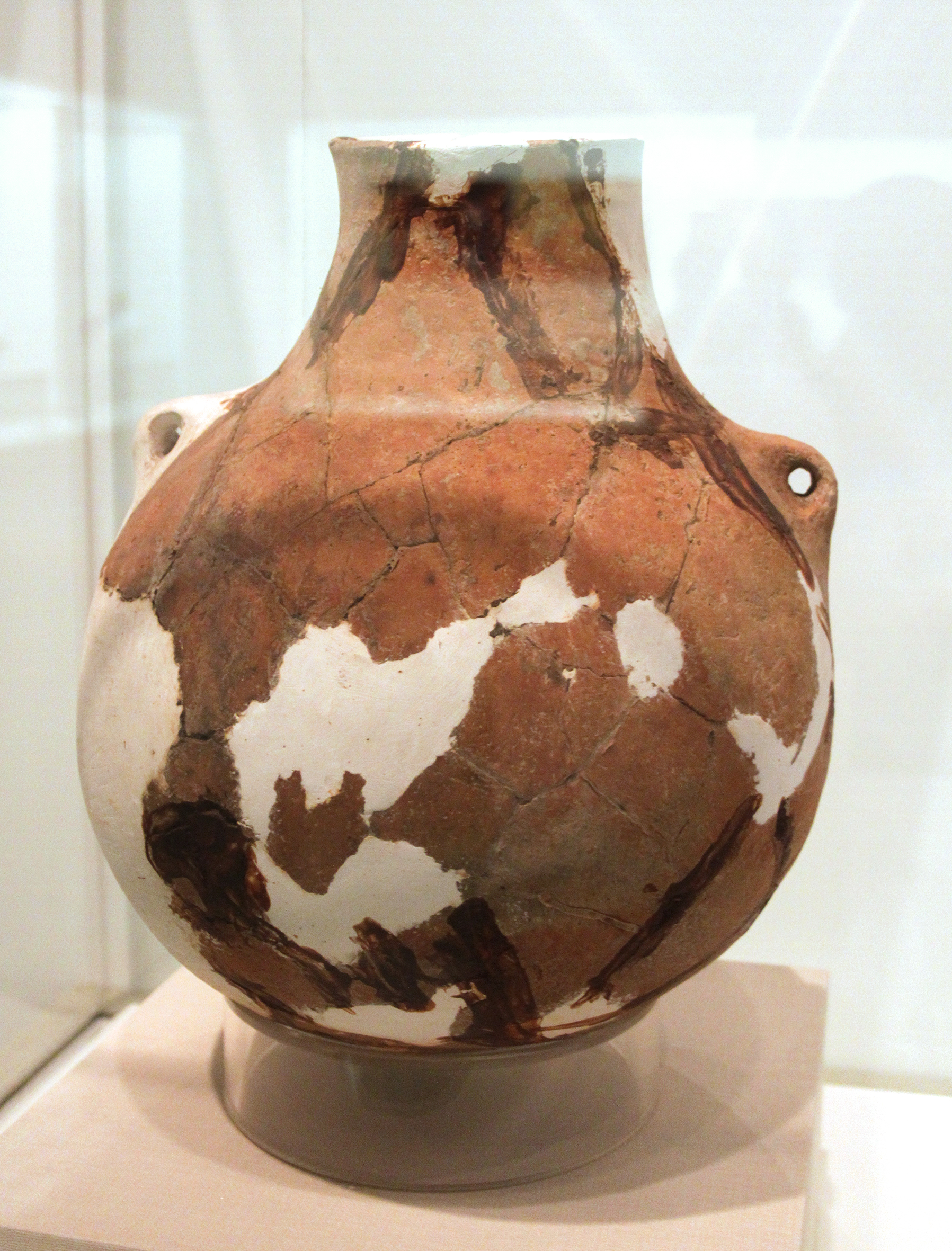
Jarre de type guan avec anses de suspension. Musée Provincial du Hunan
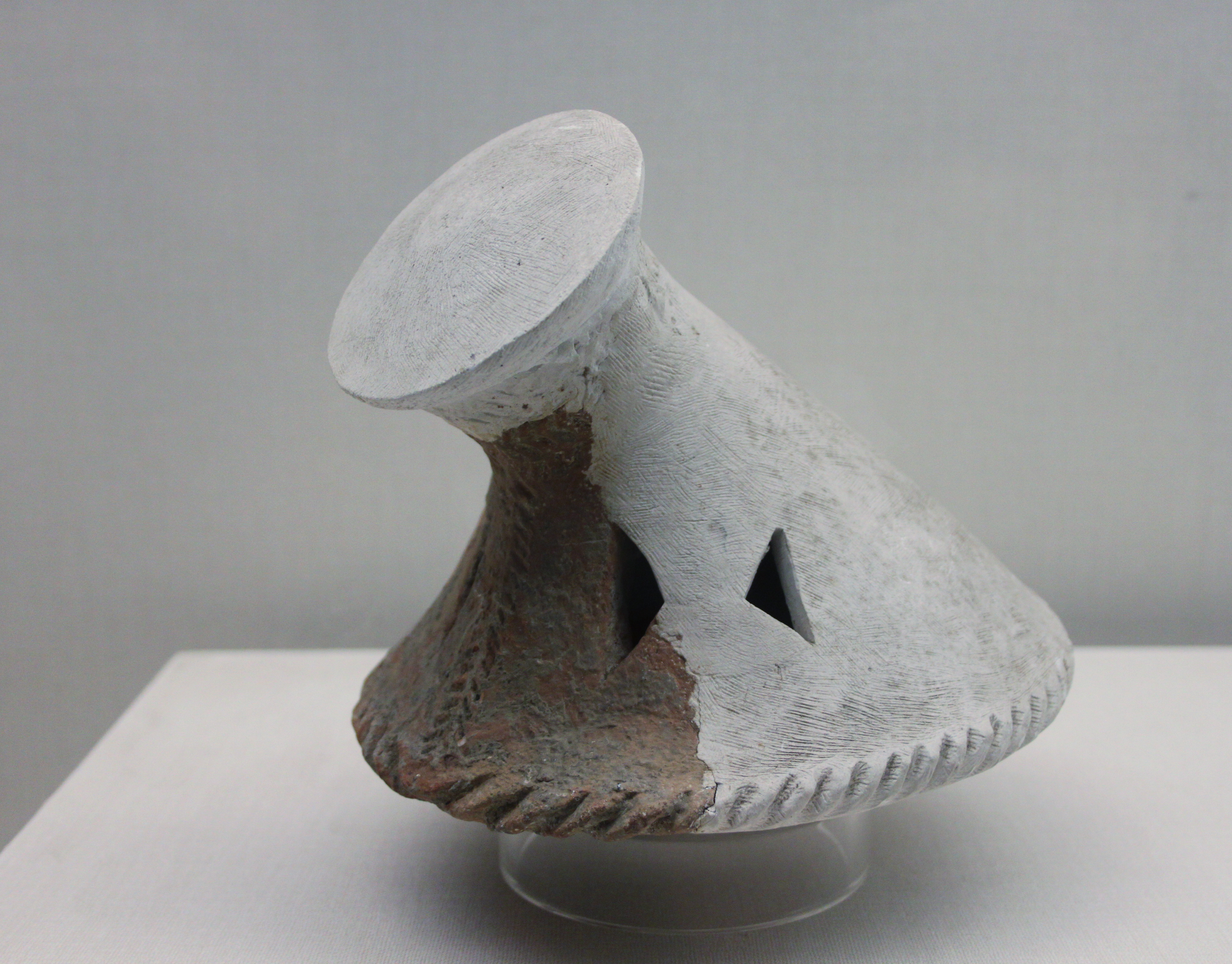
Support en terre cuite permettant de soutenir un récipient, éventuellement au-dessus du feu. Musée Provincial du Hunan

### Céramique
Les céramiques sont de forme simple : la jarre (de type guan) domine avec sa silhouette globulaire déclinée sous forme de chaudron ou de bouteille à oreille verticales percées pour la corde de suspension, les bols (bo), les plats (pan) et les supports de chaudron (zhizuo) . La technique de modelage en partant d'une plaque donne des parois d'épaisseur inégale et le dégraissant de fibre végétale est le plus utilisé. Ce type de forme semble indiquer des poteries conçues pour être pratiques lors des déplacements.

### Outils
Les outils de pierre sont en majorité des choppers issus de blocs roulés par la rivière, des silex taillés et seulement 1 % de pierre polie. Ce qui est en continuité avec la tradition locale de la fin du Paléolithique, correspondant à une économie de prédation : pour l'essentiel les populations de la culture de Pengtoushan sont des chasseurs-cueilleurs.
Le site de Bashidang a permis de rassembler des objets peu ordinaires : bêches en bois et en os, plantoirs durcis au feu, perle de turquoise, statuette (env. 10 cm de long) en forme de tête, nattes et paniers en roseau tressé et des morceaux de cordes, en fibres végétales (pour suspendre une jarre), en chanvre et en rotin de vigne . Deux singulières petites tablettes de bois (environ 20 x 5 cm, avec des trous en divers endroits) y ont été aussi découvertes, et restent énigmatiques bien que certains s'accordent pour y voir des instruments permettant de porter des informations ou liés à la divination. On a découvert enfin des objets en bois qui ressemblent à des toupies (10 x 10 cm), quelque peu comme celles trouvées sur le site de Hemudu (vers 5 500 - 3 300), mais leur fonction reste obscure.

## Cultures connexes

### Culture de Chengbeixi-Zhichengbei (v. 6 500 - 5 000 AEC)
Cette culture peut être considérée comme une extension de la culture de Pengtoushan vers le Nord, au Hubei, le long du Yangzi.
Contemporaine de Pengtoushan et Zaoshi, elle apparaît sur une dizaine de petits sites non loin de zones montagneuses le long du cours moyen du Yangzi Jiang . Les sites se présentent dans des configurations géographiques diverses : certains tout près du fleuve, à basse altitude, (c'est le cas du site éponyme de Chengbeixi) en zone inondable pendant la saison des pluies. Dans quelques restes d'habitation on a trouvé des traces de la faune : buffles, daims, et plusieurs espèces de poissons et de coquillages. Il s'agirait de campements saisonniers, pendant la période des basses-eaux. D'autres sites dominent d'une quinzaine, voire une vingtaine de mètres le paysage environnant, et occupés le reste du temps.
La céramique se limite à des jarres globulaires, leurs supports, et des bols, des plats, durant la phase la plus ancienne. Au cours des  phases suivantes on voit apparaitre des plats (20-35 cm) à base circulaire, incisée et/ou perforée d'éléments décoratifs géométriques, recouvert d'engobe rouge ou blanc, des poteries peintes et des céramiques noires et polies. La terre y est toujours montée par modelage et les dégraissants peuvent être du sable, des coquillages et des plantes, comme le riz. Le matériel lithique est surtout constitué de pierres taillées tirées des galets : haches, herminettes, faucilles, grattoirs et des lests pour la pèche, des hachoirs et des balles. Certaines parties, ou certaines pièces ayant fait l'objet d'un polissage. C'est le matériel-type de chasseurs-cueilleurs mobiles. Les grains de riz pourraient provenir d'échanges avec d'autres communautés.

### Culture du bas Zaoshi (v. 5 800 - 5 500 AEC)
Plusieurs sites (tous très voisins de la culture de Pengtoushan) sont concernés . Le sol des habitations du site de Hujiawuchang est fini par des couches de divers fragments : des déchets de terre cuite, du sable, des fragments de pierre et de céramique. La céramique s'est diversifiée. Certaines assiettes ont un pied couvert d'un décor gravé, plus ou moins profondément Alors que la majorité en est encore composé de terre à dégraissant de fibres et montée par simple modelage, certaines pièces de vaisselle ont des parois plus fines, sont finies par une couche d'engobe blanche, ou constituées d'une céramique blanche. La pierre taillée domine très largement, à côté de quelques pierres polies, principalement pour le travail du bois. On a bien trouvé des grains de riz carbonisés à côté de racines de lotus, des prunes, des pêches de montagne des cerises et des kakis. Avec les produits de la chasse et de la pèche, des coquillages, les habitants élevaient aussi des porcs domestiques.
La néolithisation y semble plus engagée. Cette culture est apparue après celles de Houli (6 500 - 5 500), et Peiligang (v. 7 000 - 5 000) - Cishan-Beifudi (vers 6 500 - 5 000), et toutes s'achèvent dans la même période, vers 5 500 - 5 000 AEC.